# 無言館
無言館（むごんかん）は、長野県上田市古安曽にある美術館。一応は私設の美術館として知られているが、館主の窪島誠一郎が著書の中で何度も書いているように、美術館なのか戦没者の追悼施設なのかその性格は不明瞭である。

## 概要
第二次世界大戦で没した画学生の慰霊を掲げて作られた美術館で、美術館「信濃デッサン館」 (現・KAITA EPITAPH 残照館) の分館として1997年 (平成9年) に開館した。館主は窪島誠一郎。自らも出征経験を持つ画家の野見山暁治とともに全国を回って、戦没画学生の遺族を訪問して遺作を収集した。
第53回 (2005年〈平成17年〉) 菊池寛賞受賞。
2008年 (平成20年) 9月21日に無言館第二展示館「傷ついた画布のドーム　オリーヴの読書館」がオープンした。

## 「無言館」命名の由来
窪島がしばしば尋ねられる質問の1つが「無言館」の名前の由来である。そのような質問をされた時に、窪島は2通りの答えを用意している。1つは、展示される絵画は何も語らず「無言」ではあるが、見る側に多くを語りかけるという意味で命名したというもの。もう1つは、客もまた展示される絵画を見て「無言」になるという意味をも含んでいるのだというものである。
しかし、これらは後付けされた公式説明であり、実際には、遺族を回って絵画の寄託をお願いしている間にふと思いついたというのが真相で、はっきりとした理由があったわけではない旨、窪島自身が書いている。

## 設立の経緯
無言館設立に至るまでに道のりは意外に長く、また、かなりの部分無計画に作られた美術館である。
窪島が無言館を作ったきっかけは、開館よりはるか昔の1977年 (昭和52年) の夏にまでさかのぼる。
この年、日本放送出版協会から『祈りの画集――戦没画学生の記録』という小さな画集が刊行された。この本は、1974年 (昭和49年) 9月にNHKで放送されたNHK文化展望「祈りの画集」から派生したもので、最初の約3分の1が戦没画学生の絵や彫刻のカラー印刷に当てられており、その後に、画家の野見山暁治、詩人の宗左近、評論家の安田武による取材記録の文章が掲載されている。
放送内容の反響が大きかったことから、全国の戦没画学生の遺族を回って作品を発掘する過程を描いたものである。
窪島は、出版後すぐにこの画集を偶然手にとり、特にその中の野見山暁治の文章に強い感銘を受けたものの、その後すぐに無言館設立へつながるような行動を窪島がとったわけではなかったが、窪島曰く、この経験は無言館設立の決定的な要因となった。
それからかなりの歳月が流れた1995年 (平成7年)、窪島は自身が経営していた私設美術館「信濃デッサン館」で毎年開かれていた槐多忌に野見山を講演者として招いた
。野見山は昔から萬鉄五郎や村山槐多のファンであったことから、講演を依頼したものである。
講演の後、窪島は別所温泉で個人的に野見山の話を聞く機会に恵まれた。その時、『祈りの画集』出版時の担当編集者がたまたま同席したため、自然と戦没画学生の話題になり、戦没画学生について詳しい話を聞けたことが無言館設立の直接的なきっかけになった。
戦没画学生の作品収集に関して、当初、野見山は否定的だった。遺族を探すだけでも手間のかかる仕事であり、さらに作品の発掘・収集にかかる労力が膨大であること、資金的な問題、作品展示の計画が頓挫した場合、絵の返却方法など後始末の問題など、個人で行うには負担が大きすぎるというのが理由だった。
窪島は根気強く野見山の元を訪れて説得にかかり、結局は野見山が根負けして、2人で遺族の元を訪れることにした。
遺族の訪問は、比較的資料が揃っていた東京美術学校出身の戦没画学生の遺族から始められた。
1995年 (平成7年) の4月から翌年の12月末頃までの約1年半をかけて、野見山・窪島の2人で遺族の家を回った。この時には全部で約30の家族を訪問したが、途中で野見山が個展の準備で多忙となり、2人で一緒に回ったのは10家族くらいで、残りは窪島が1人でまわった。東京美術学校出身者から始められた作品収集は、その後、帝国美術学校 (後の武蔵野美術学校、多摩美術大学の前身)、京都絵画専門学校 (後の京都市立芸術大学) 出身者や独学で絵を学んだ画学生にも広げられた。
おおむね遺族には好意的に話を聞いてもらえたが、一部では身元をかなり怪しまれたり、邪険に扱われたりした。日本の敗戦後間もなくの頃、故人の戦友であるとか古い友人であるなどと騙って遺族をだまし、金品を巻き上げる詐欺が横行したことがあり、その被害にあった遺族も少なくなかったようである。
遺族の家を訪問して遺作の寄託依頼を始めた時は、それほど作品が集まるとも思っていなかったため、「信濃デッサン館」の片隅のスペースで展示できるものと軽く考えていたが、次第に作品数が増え、スペース上の問題が生じだした。そのため、別途、新たに美術館を作ろうと考えたが、建設用の土地に当てがあったわけでもなく、建設資金をどうするかもそれほど明確なビジョンがあったわけでもない。
結局、建設費の半分は全国から集めた寄付金で賄い、残りの半分は窪島個人の銀行からの借金で不足分を補った。寄付金は全国の約3800人から合計約4000万円が集まった。寄付金は大口の申し出もあったが、全国からの小口の寄付で賄いたいとの窪島・野見山の意向で、大口の寄付は断っていた。また、上田市が産廃処理用に使っていた土地を、当時の竹下悦男市長が安価で賃貸すると申し出たので、建設地の問題も何とかなった。
こうして、様々な僥倖に恵まれて無言館は開館した。
開館当初は年間入場者数約10万人を数えたが、2010年 (平成22年) 頃の数字で年間約5万人にまで漸減している。開館当初や、戦後50年、60年などの節目になるとマスコミが集中的に取材に訪れることが多く、そのたびに館主の窪島は非常に居心地が悪い思いをしていると定期的に著書で書いている。
開館時の収蔵品の画学生の数37名、作品数は約80点と少なかったが、その後は増加し、2010年頃の数字で、作者数108名、作品数600余点を数えている。
しかし、同時に、収蔵作品数が増えたことで展示スペースの問題から無言館に展示できない作品が多くなり、そのことに不満を抱く遺族が増えてきた。その問題を解決するために、2008年 (平成20年) 9月に無言館に隣接して第2展示館として「傷ついた画布のドーム」が作られた。建設資金は、無言館の時と同様に全国からの寄付で賄われた。

## 慰霊碑赤ペンキ事件
2004年 (平成16年) の春に、無言館の入り口前に「記憶のパレット」という名で、戦没画学生の慰霊碑が作られた。「記憶のパレット」は名前の通りパレットの形状をした慰霊碑で、重量約23トンの黒御影石で作られている。この慰霊碑も無言館と同様、全国の約1000人の篤志家による寄付金で賄われた。
この慰霊碑には、戦没画学生489名の名前が刻まれているが、うち約3分の1は無縁仏で、親族が不明であるだけでなく遺作も確認されておらず、卒業者名簿や戦没者名簿に名前が確認されているのみである。日本国内では大きくて質の高い黒御影石の入手が困難だったことから中国山西省華北地区の石が使われることになり、「記憶のパレット」の上部に掘られた「授業風景」の部分が中国国内で篆刻された。残りの、画学生の名前の篆刻は日本国内で行われた。
2005年 (平成17年) 6月18日、この「記憶のパレット」に何者かが赤ペンキをぶちまけるという事件が発生した。中央部の約3分の1にわたって赤ペンキがかけられただけでなく、ペンキは何種類かの塗料と薬剤を混ぜて粘着性を高め、ペンキが落ちにくいよう意図的に作られていたという悪質なものだった。
当然のこととして、犯行には何らかの政治的な意図があることが疑われ、遺族たちは非常に怒ったが、結局犯人はつかまらなかった
。館主の窪島誠一郎は遺族や関係者の反対を押し切って、赤ペンキの一部をそのまま残すことにしたため、現在でもその痕跡を見ることが出来る。
無言館顧問の野見山暁治は館主の窪島よりも更に強硬で、事件があった事実を残すために、赤ペンキを完全に残すように主張したが、結局折れて、窪島に従った。

## 施設
- 無言館
- 無言館第二展示館「傷ついた画布のドーム　オリーヴの読書館」

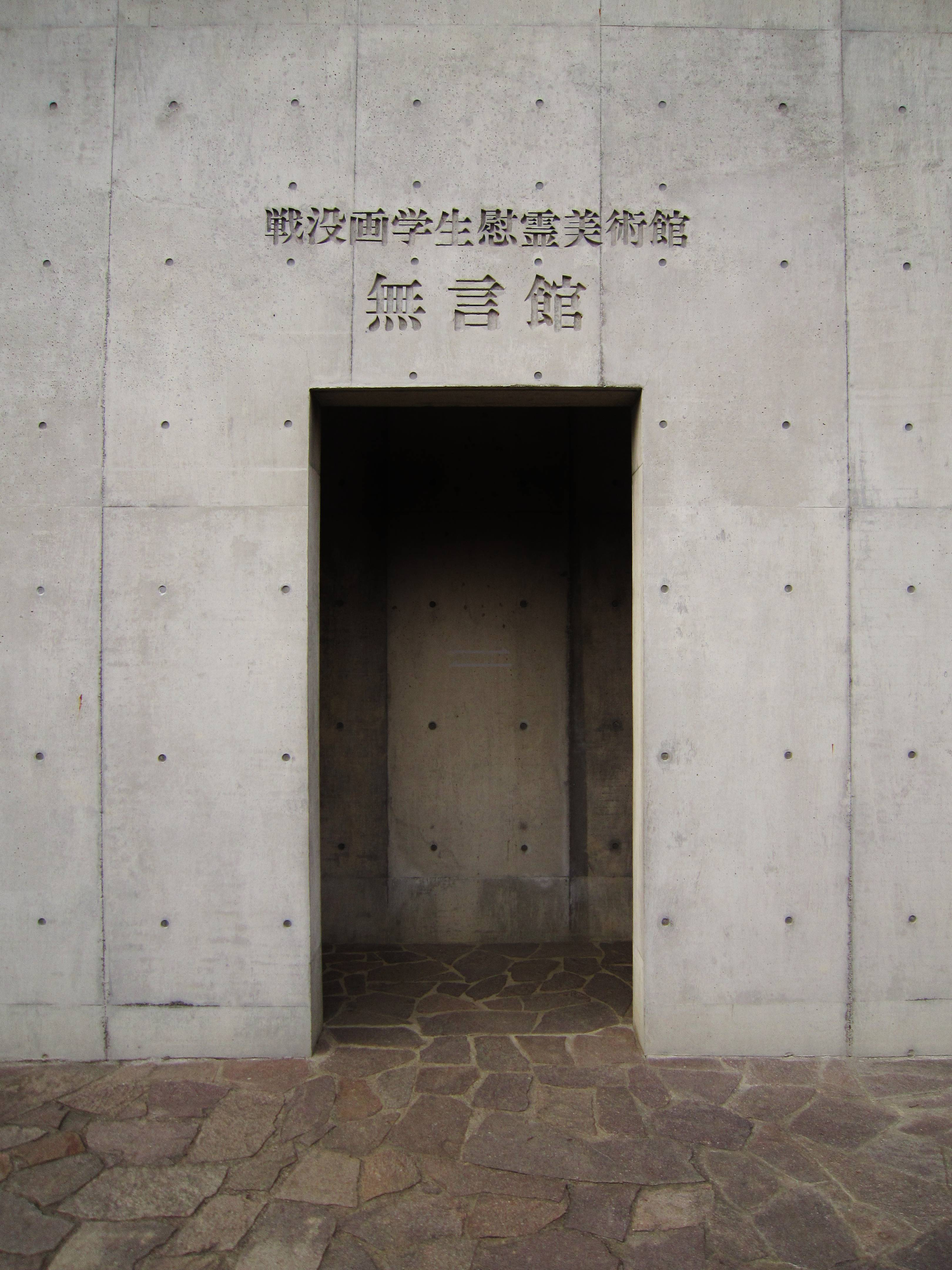
本館入口
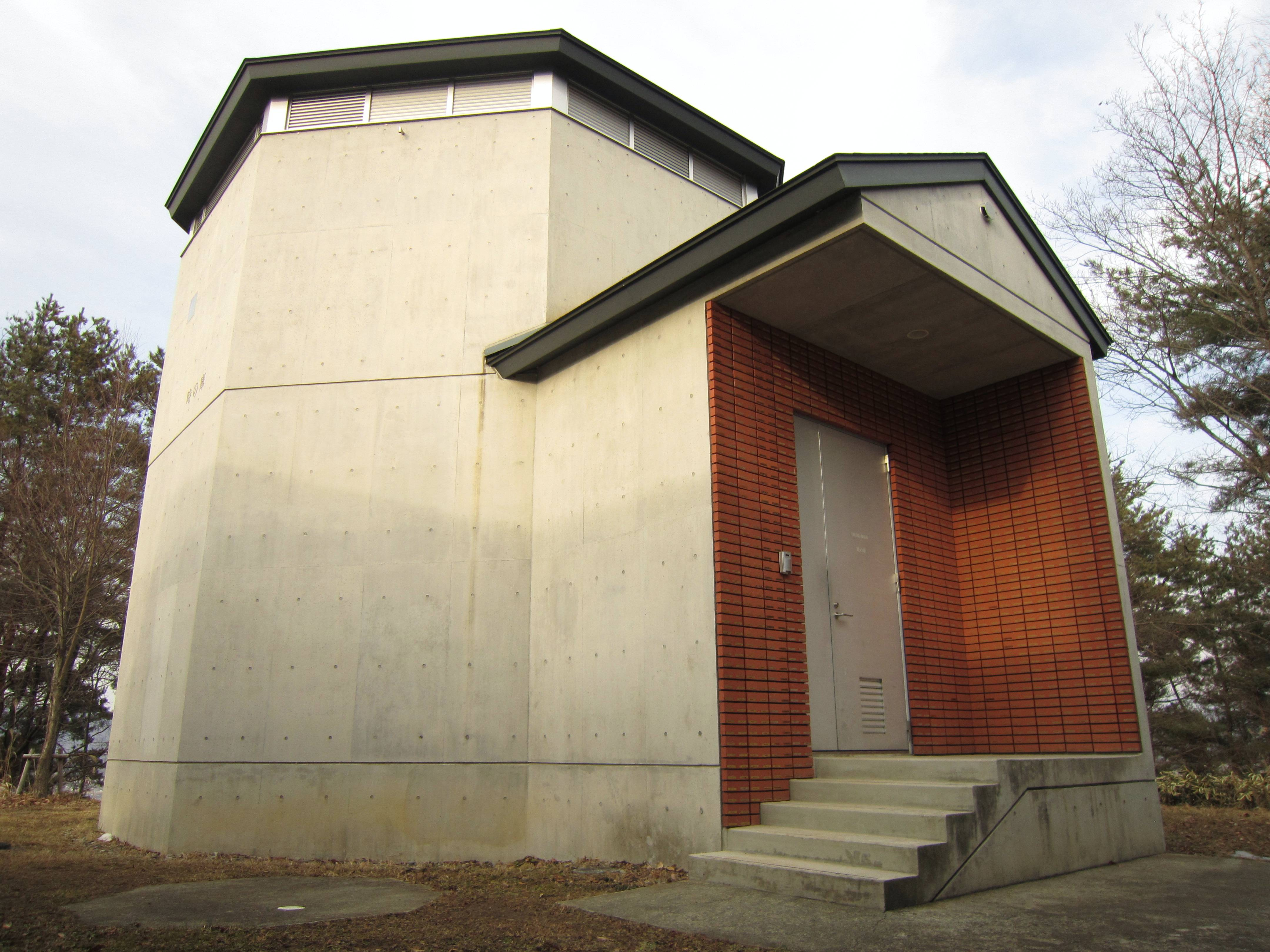
本館裏にある時の庫（くら）
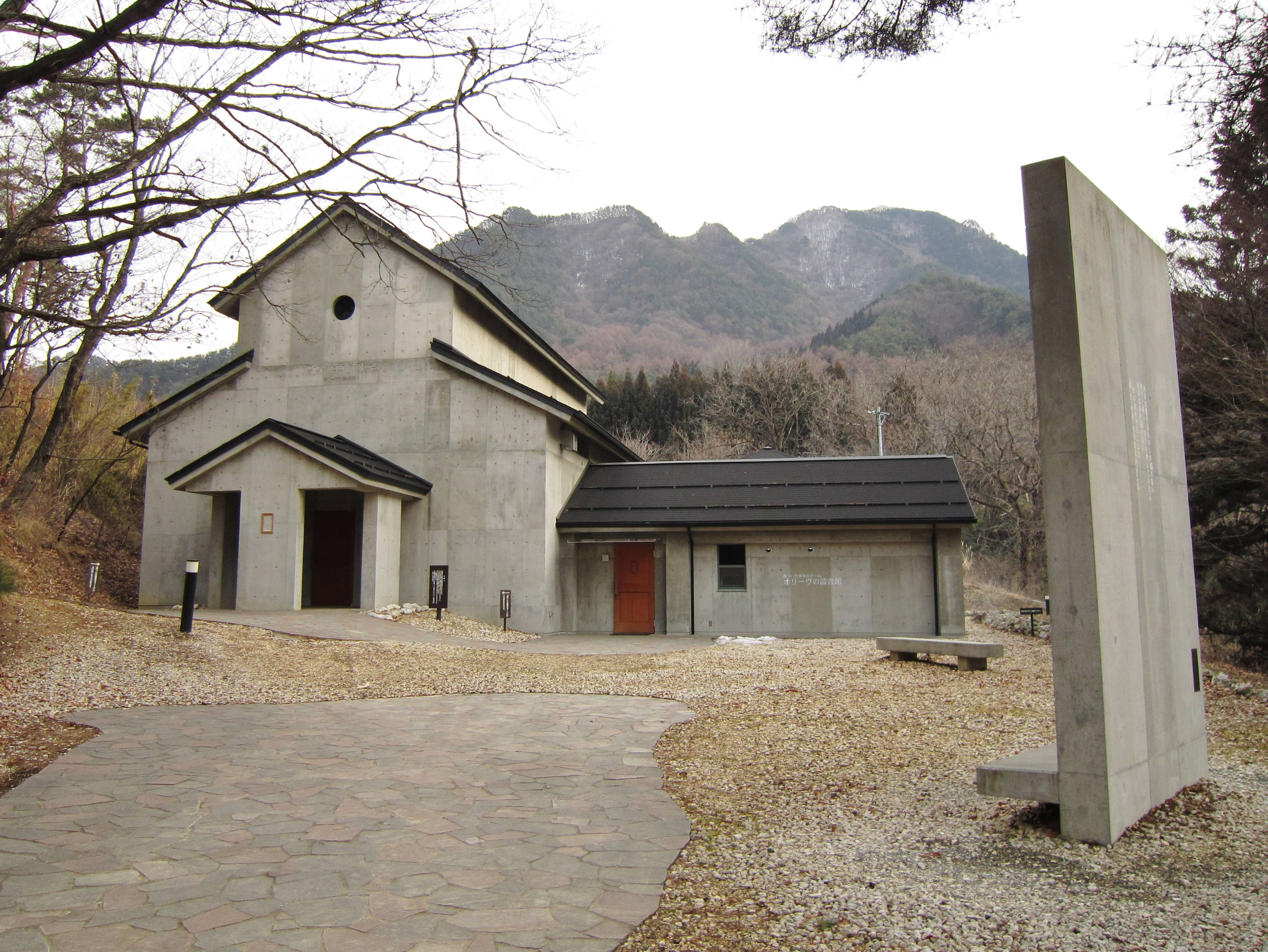
第二展示館

## 本館建築概要
- 設計 - 窪島誠一郎
- 竣工 - 1997年5月
- 構造 - 鉄筋コンクリート構造、地上1階建
- 敷地面積 - 約1650平方メートル
- 建築面積 - 約400平方メートル

## 利用情報
- 開館時間 - 9:00～17:00[31]
- 休館日 - 火曜日休館[31]
- 所在地 - 〒386-1213　上田市古安曽字山王山3462[31]

## 交通アクセス

### 自家用車
- 上信越自動車道上田菅平インターチェンジから約35分[31]
- 長野自動車道岡谷インターチェンジから国道142号経由で約1時間[31]

### 公共交通機関
- 上田電鉄別所線塩田町駅からから徒歩30分。または下之郷駅からシャトルバス (4月〜11月のみ運行)[31]。

## ギャラリー

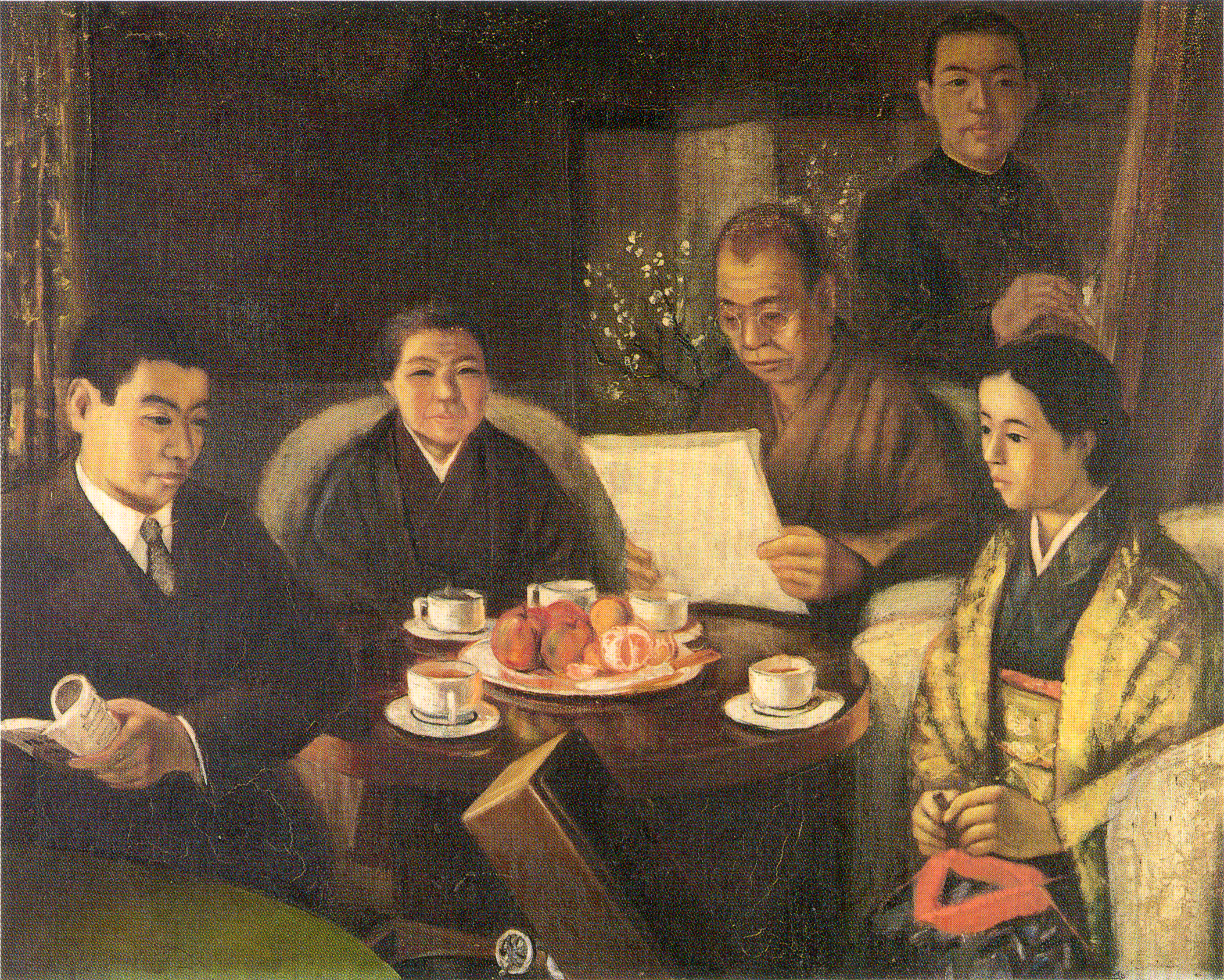
伊澤洋「家族」
大貝彌太郎「飛行兵立像」
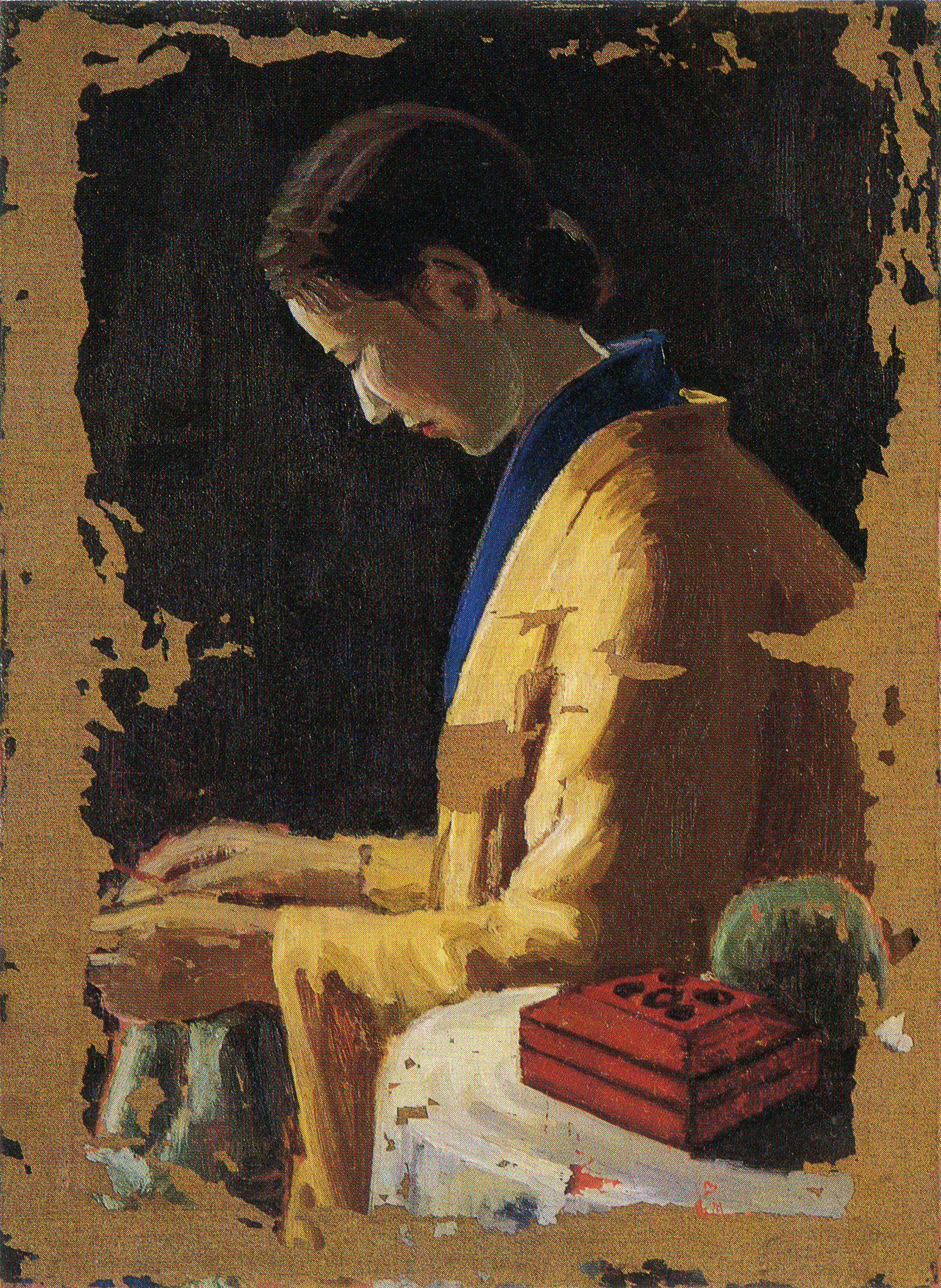
興梠武「編物する婦人」
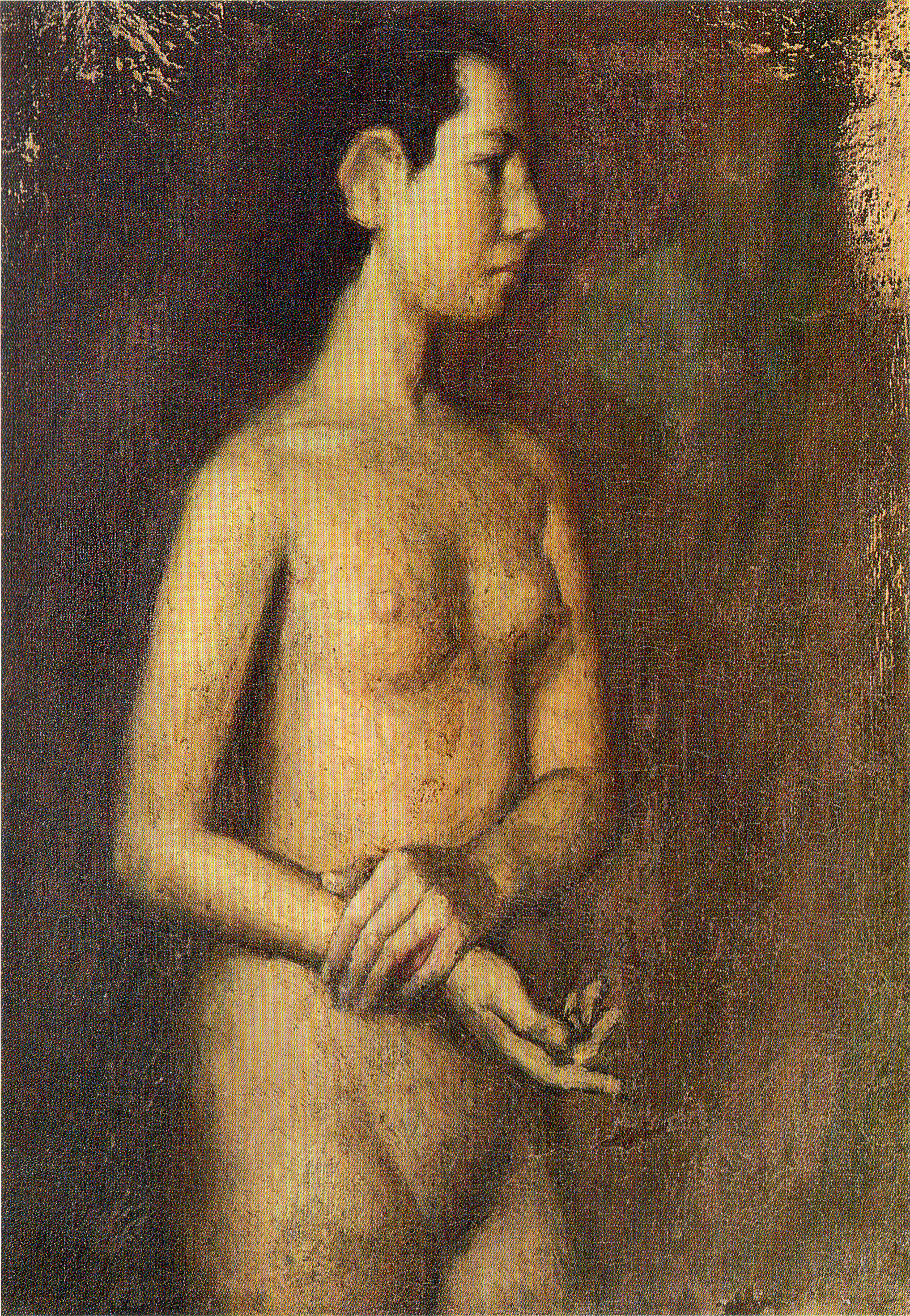
日高安典「裸婦」
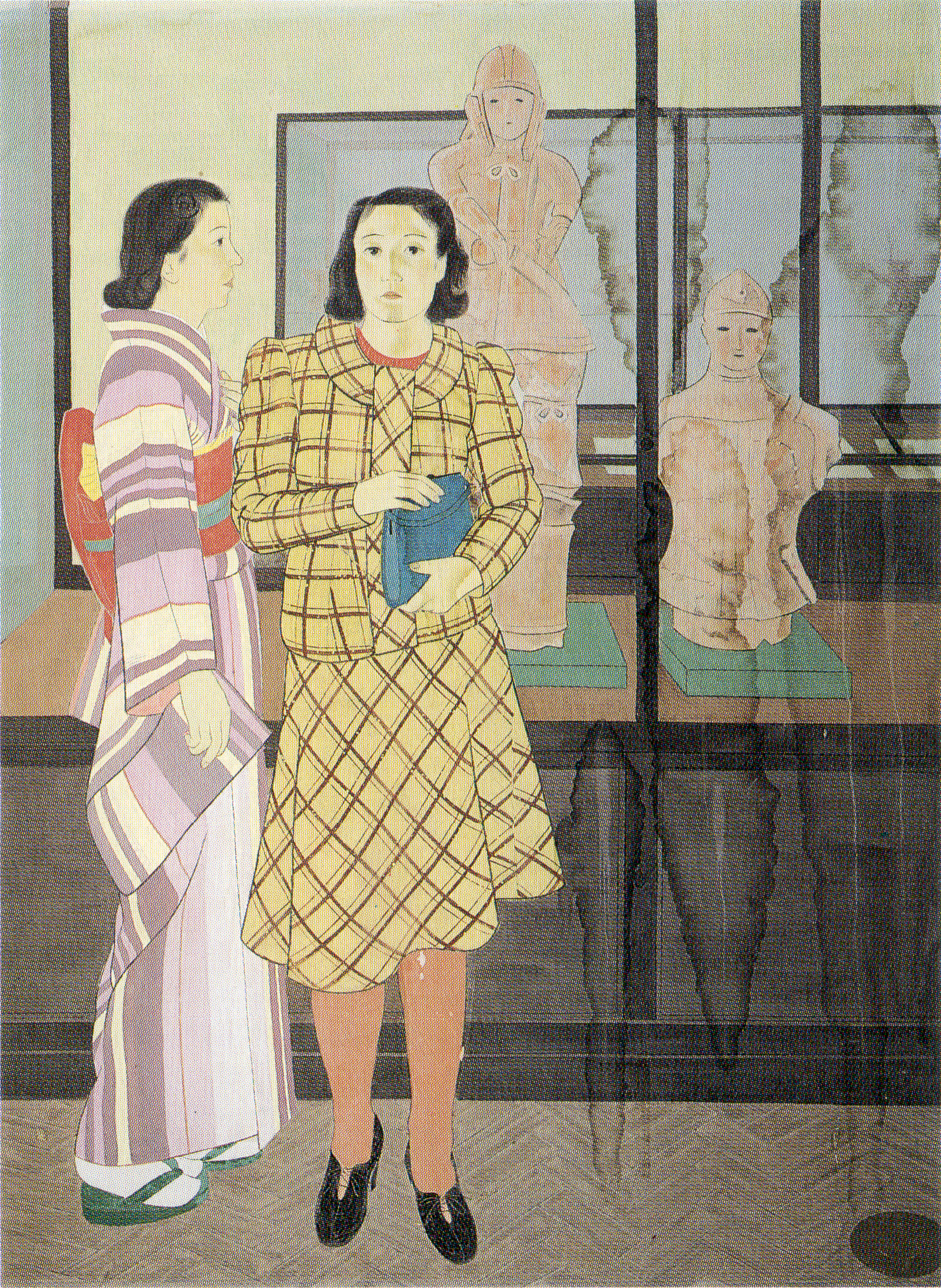
桑原喜八郎「人物習作」
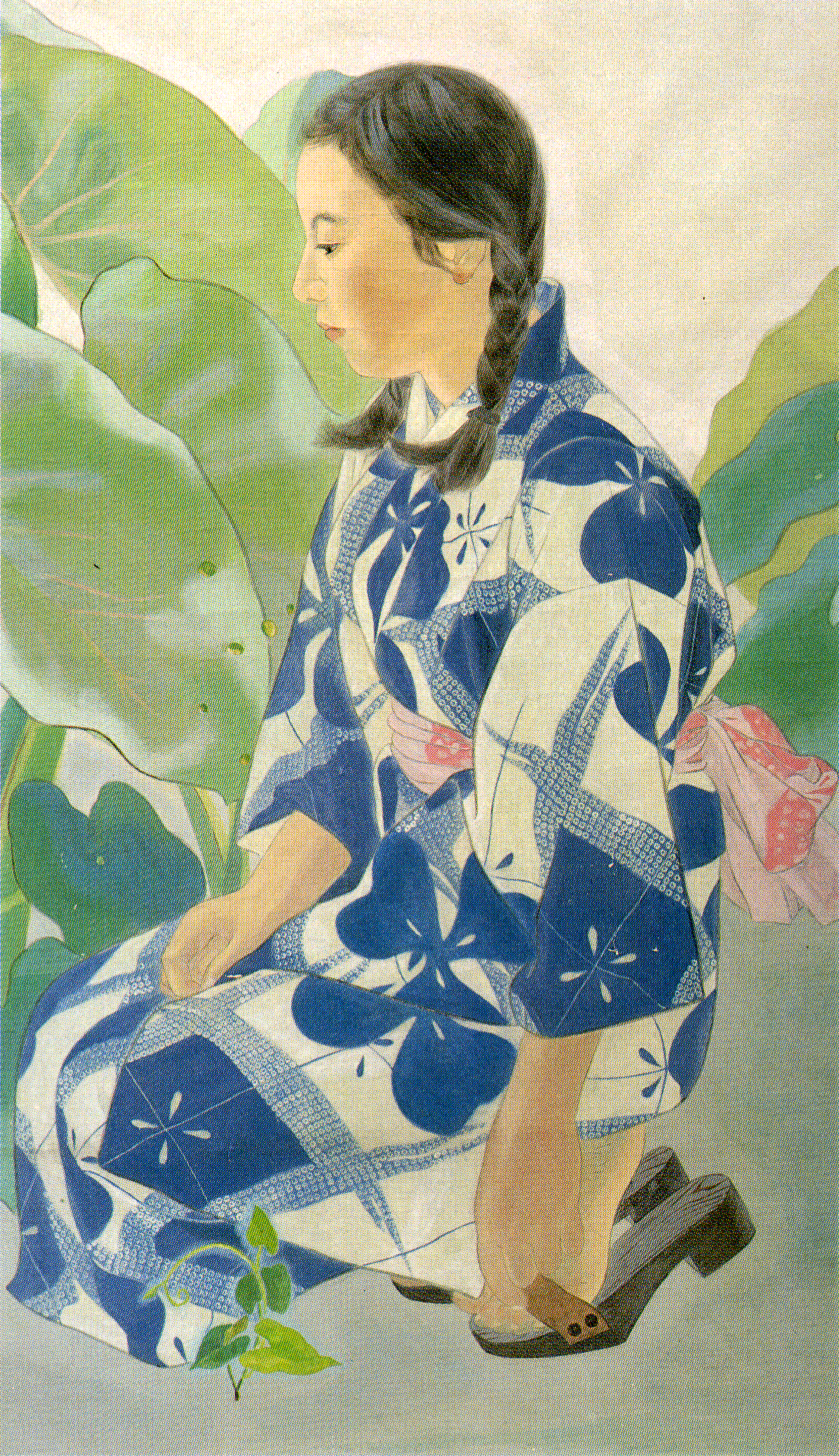
太田章「和子の像」
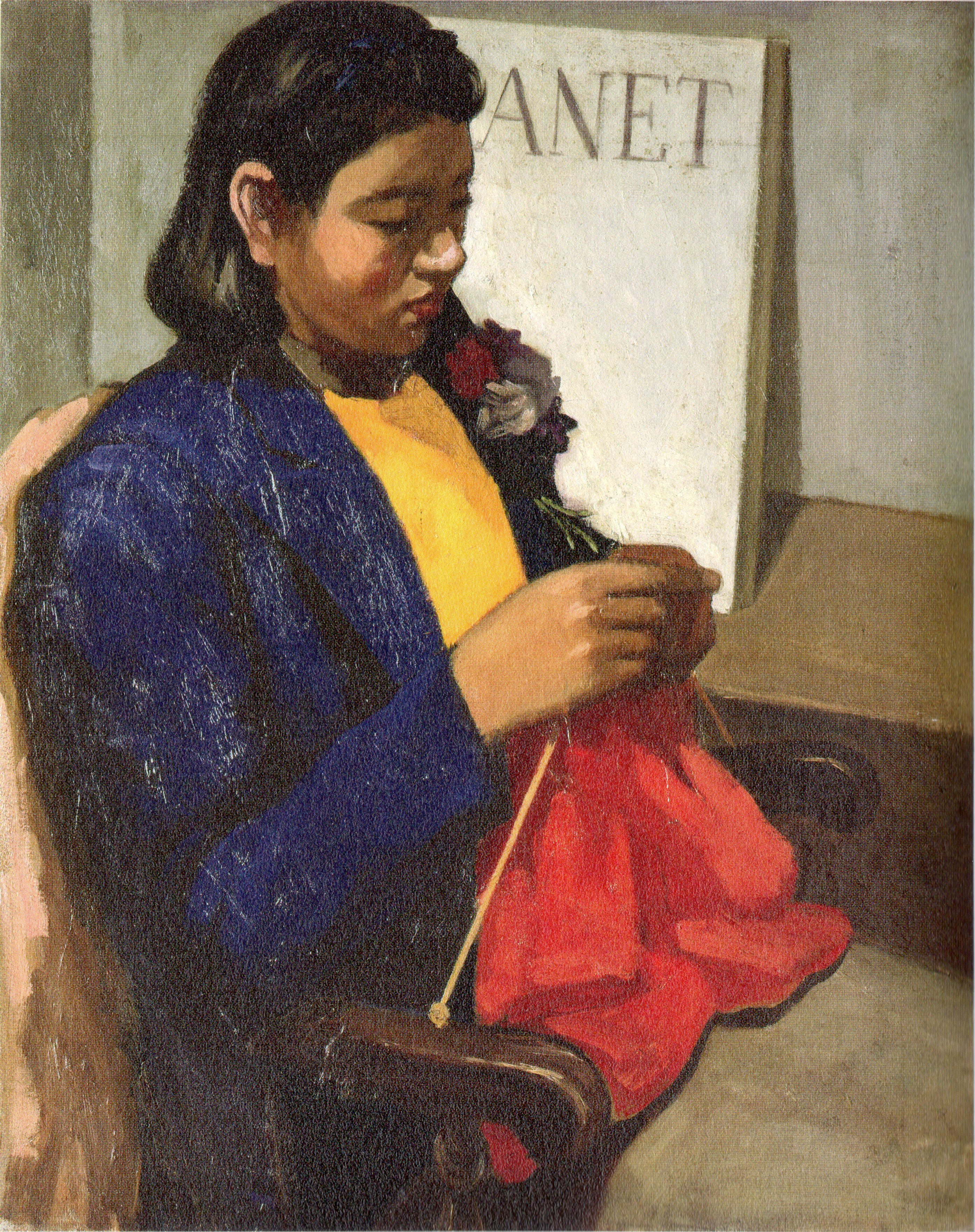
大谷元「妹像」
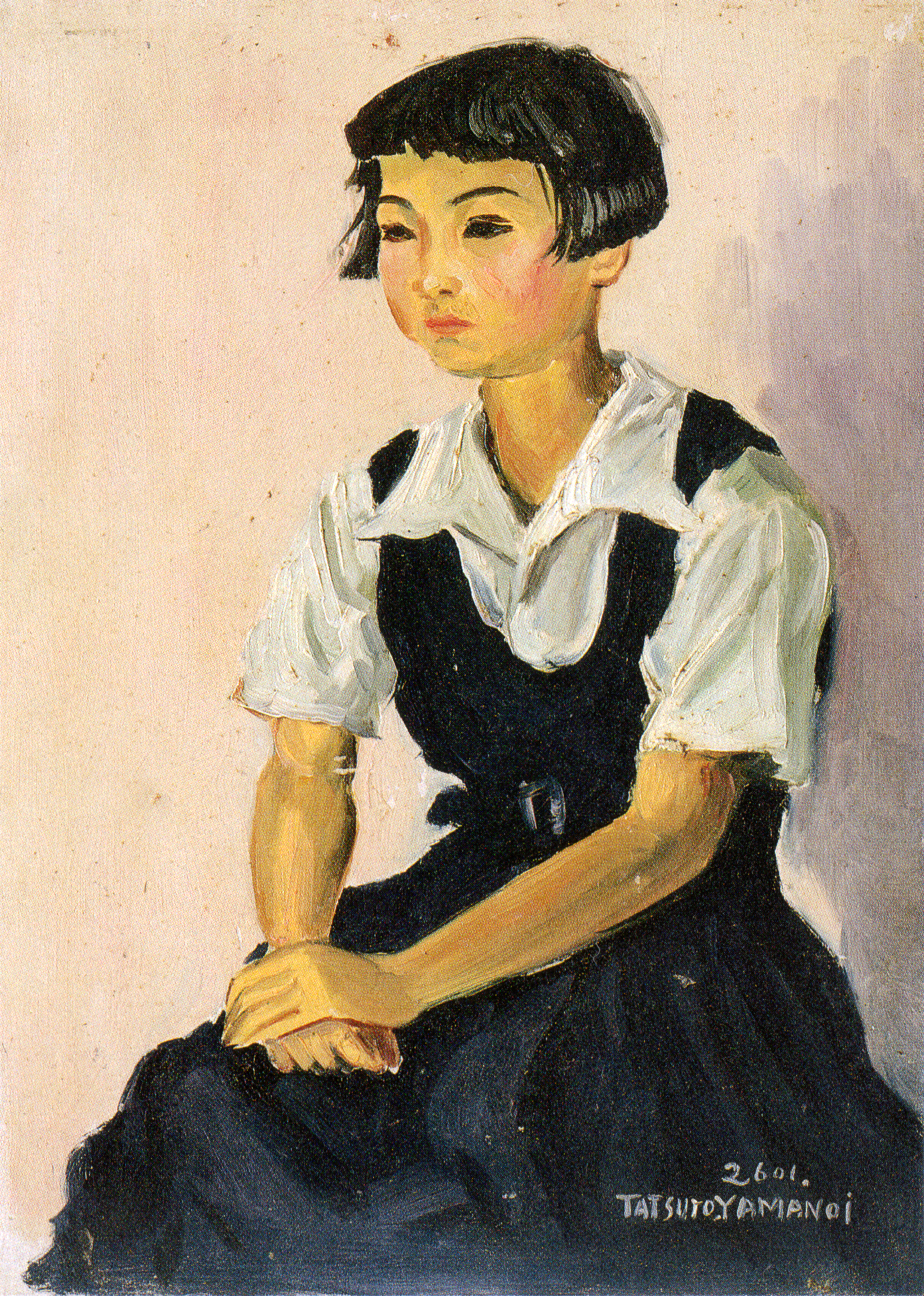
山之井龍朗「少女」
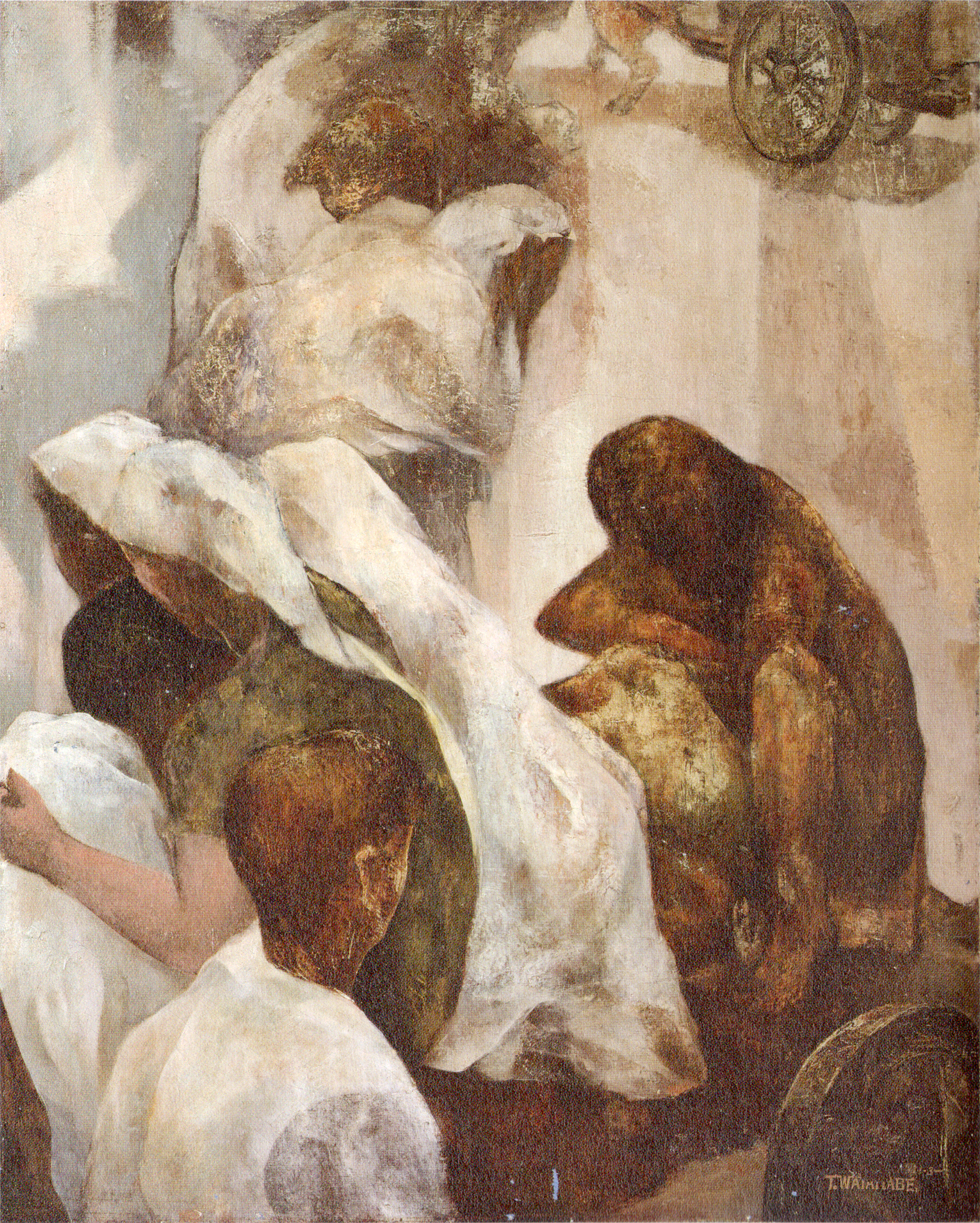
渡辺武「人々」
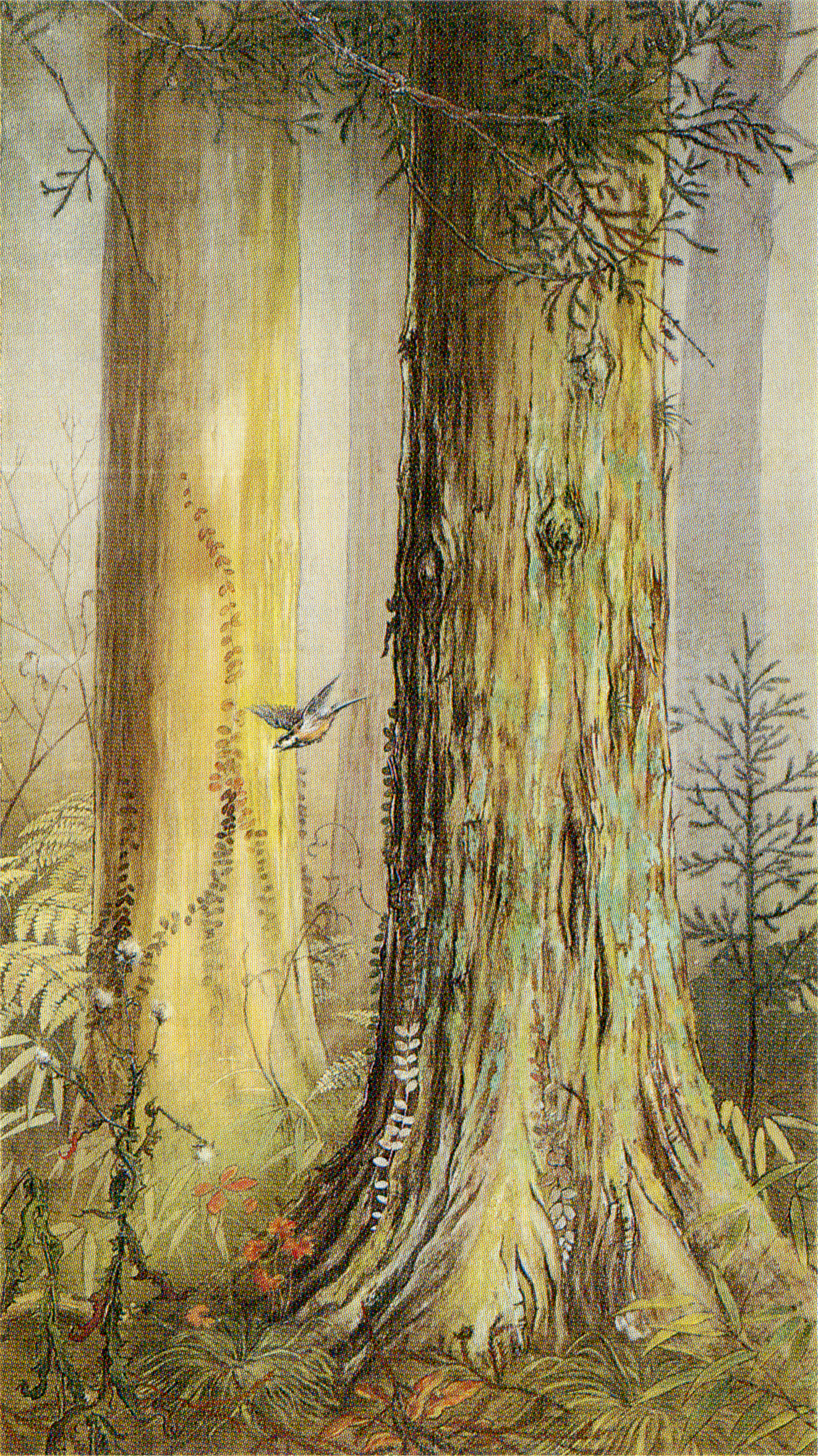
金子孝信「あさぼらけ」
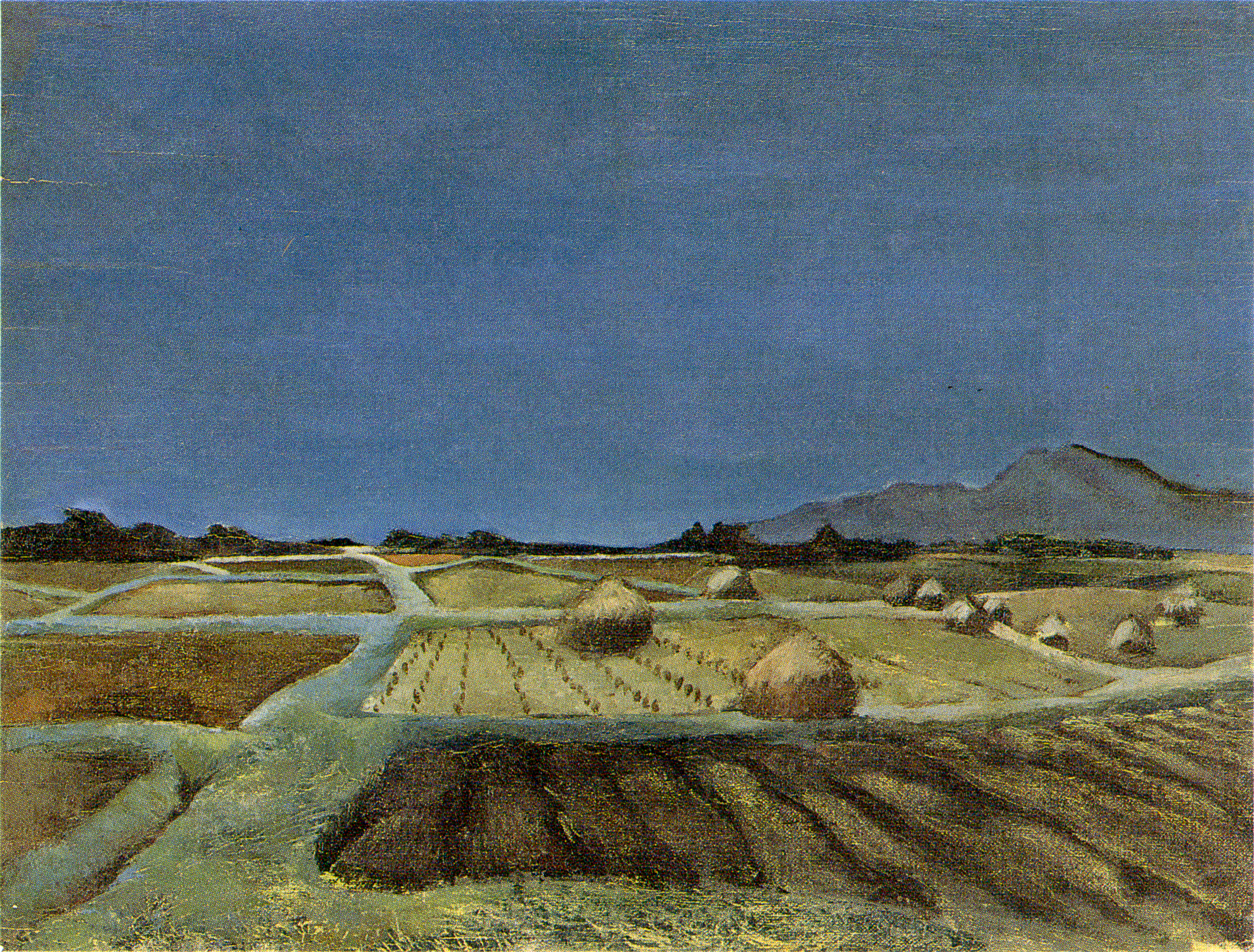
椎野修「月夜の田園」
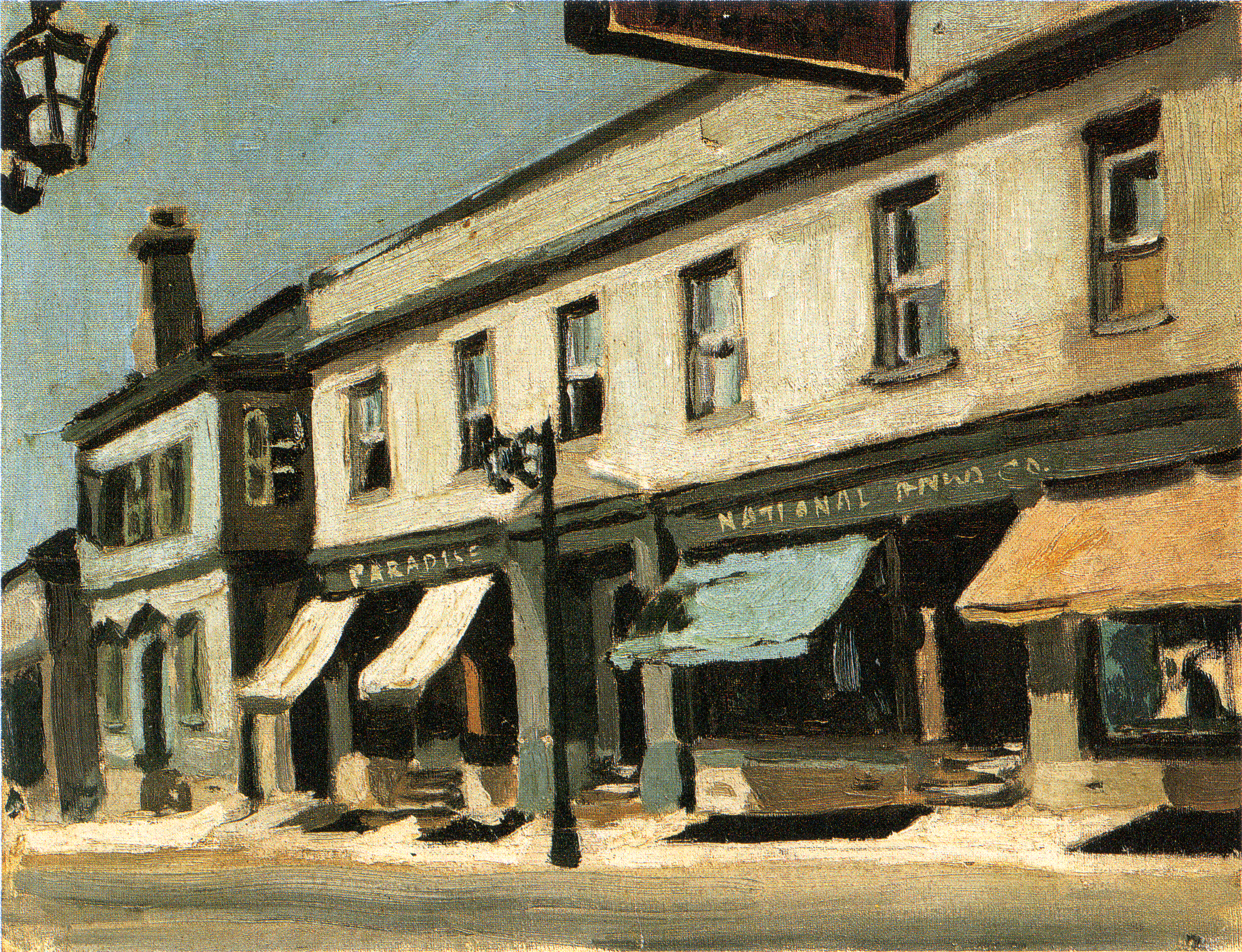
杉原基司「神戸東亜ロード」
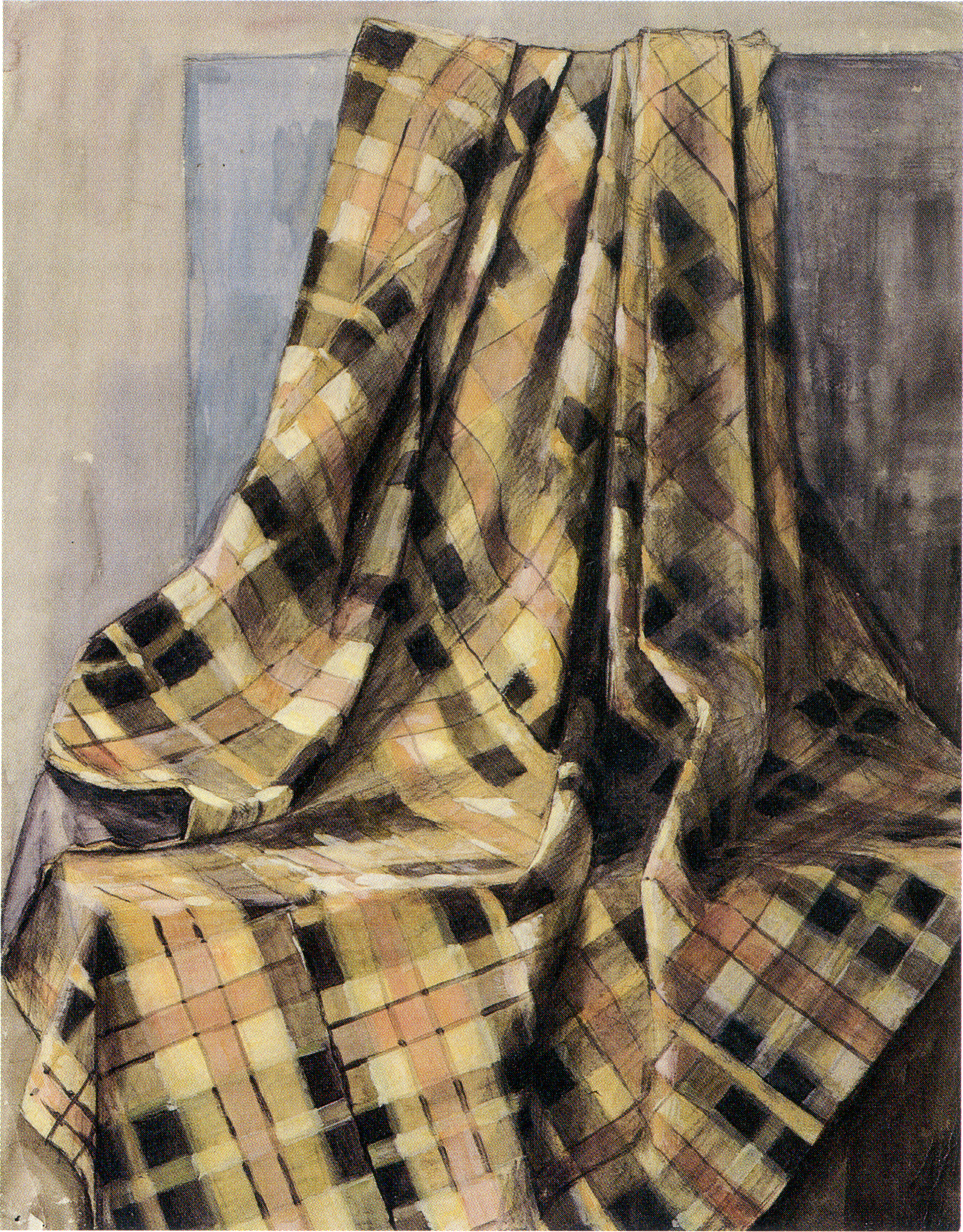
片桐彰「アトリエの隅」
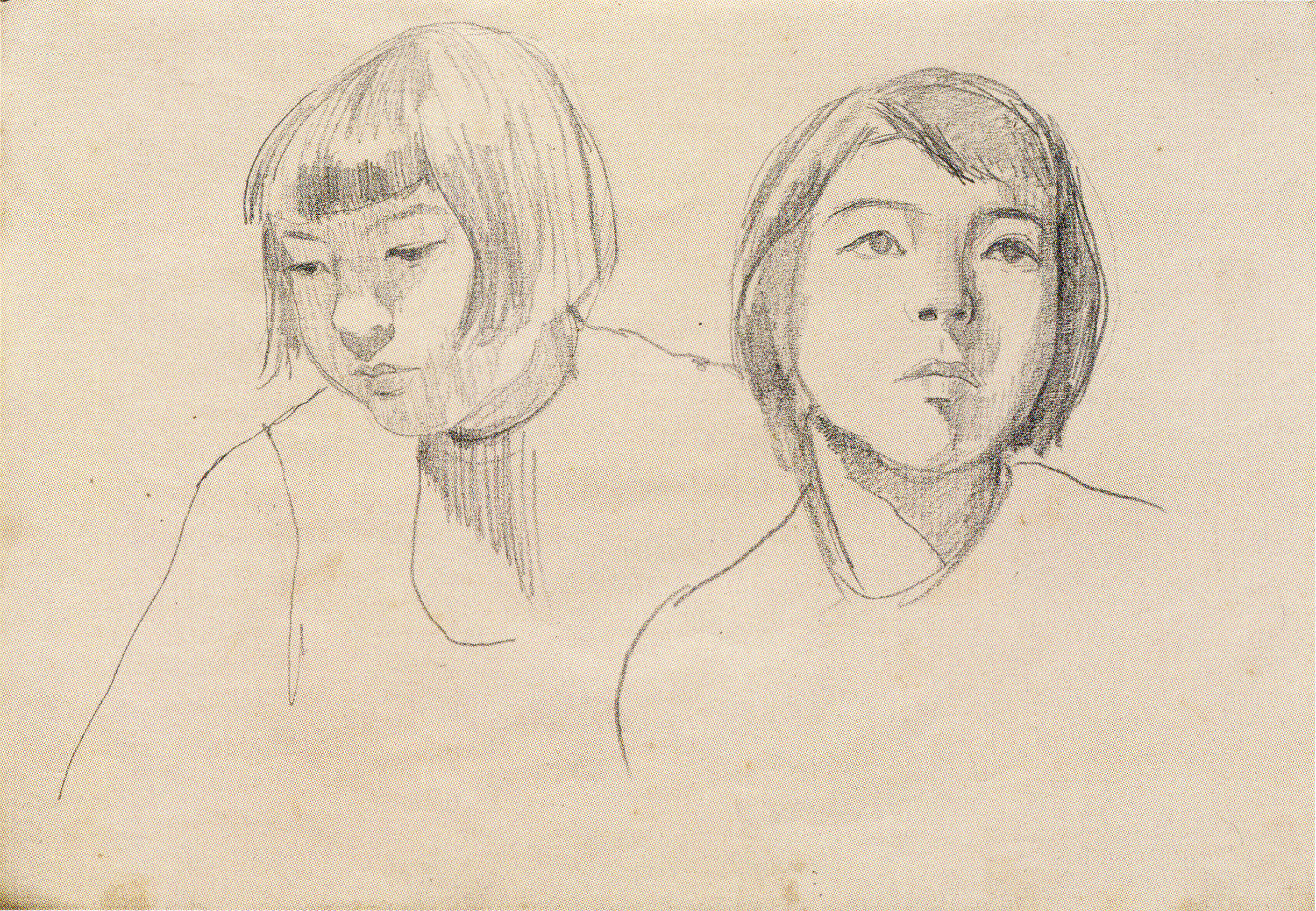
石井芳雄「人物」
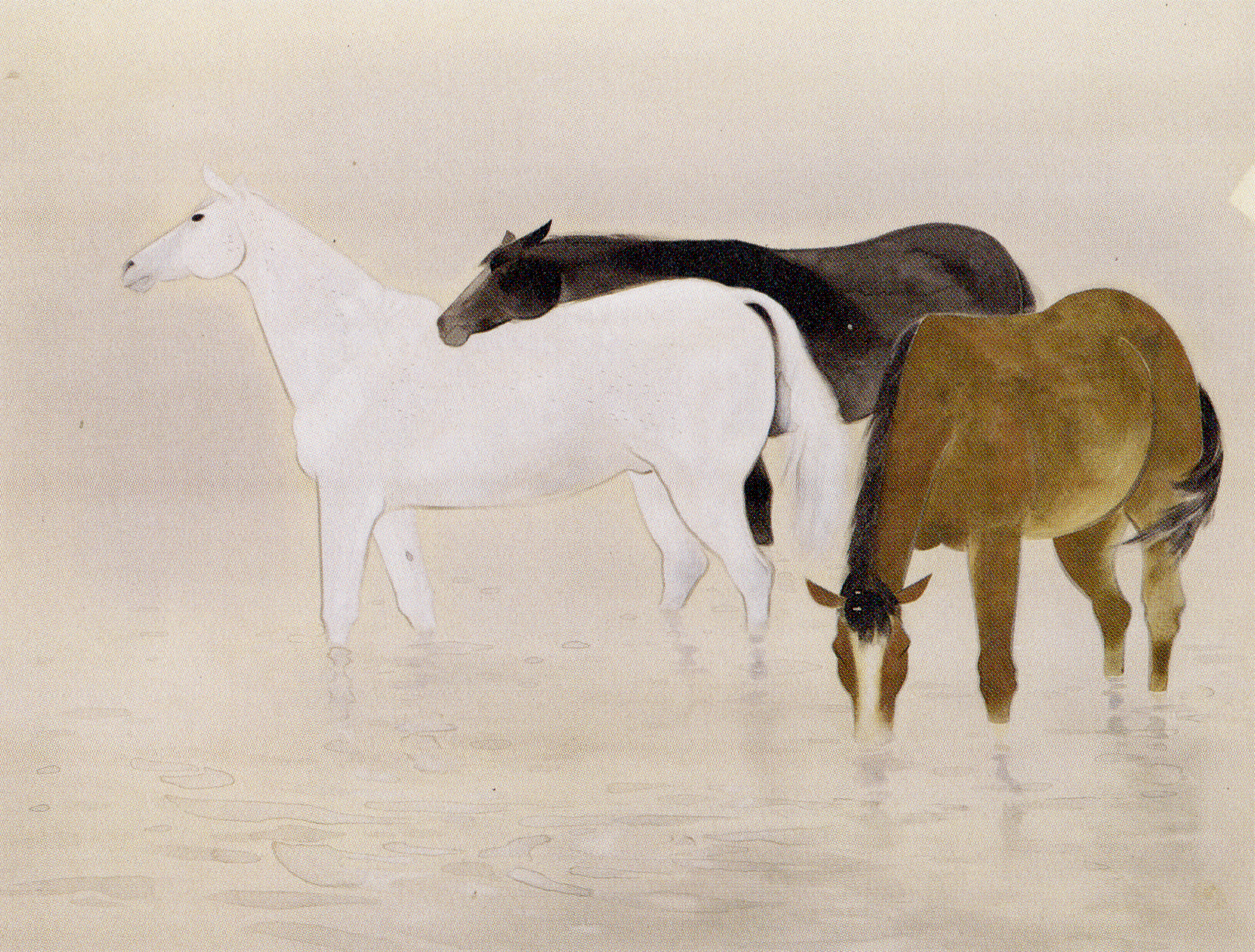
川崎雅「馬」